# Lissonycteris angolensis
Il rossetto angolano (Lissonycteris angolensis Bocage, 1898) è un pipistrello appartenente alla famiglia degli Pteropodidi, unica specie del genere Lissonycteris K.Andersen, 1912, endemico dell'Africa sub-sahariana.

## Etimologia
Il termine generico deriva dalla combinazione delle parole greche Λισσός, letteralmente "soffice", e νύχτερις, ovvero "pipistrello", con chiara allusione alla pelliccia lunga e setosa della specie.

## Descrizione

### Dimensioni
Pipistrello di medie dimensioni, con la lunghezza della testa e del corpo tra 90 e 140 mm, lunghezza dell'avambraccio tra 68 e 90 mm,  la lunghezza della coda tra 6 e 21 mm, la lunghezza del piede tra 16 e 25 mm, la lunghezza delle orecchie tra 15 e 25 mm, un'apertura alare fino a 20 cm e un peso fino a 87 g.

### Caratteristiche craniche e dentarie
Il cranio presenta una scatola cranica leggermente deflessa posteriormente e le ossa pre-mascellari ossificate. La linea alveolare dei denti superiori ha un'angolatura verso l'interno tra i due grossi premolari. Il palato presenta tre grosse creste continue e quattro più sottili separate, delle quali le ultime due sono situate dietro l'ultimo molare.
Sono caratterizzati dalla seguente formula dentaria:

### Aspetto
La pelliccia è lunga, densa, setosa e si estende sulle braccia, gli arti inferiori fino alle caviglie e sulla superficie dorsale dell'uropatagio. Il colore del dorso varia dal bruno-rossiccio al bruno-dorato scuro o bruno-grigiastro con la base dei peli più chiara, la testa è più scura, mentre le parti ventrali sono più chiare e grigiastre. I maschi hanno un collare di peli rigidi. Il muso è lungo ed affusolato, gli occhi sono grandi, le labbra e le guance sono espansibili. Le orecchie sono marroni scure, lunghe con l'estremità arrotondata ed un lobo antitragale distinto. Le membrane alari sono marroni scure e attaccate posteriormente al secondo dito del piede. La coda è relativamente corta, mentre l'uropatagio è ridotto ad una sottile membrana lungo la parte interna degli arti inferiori, i quali sono corti. Le dita dei piedi sono leggermente palmate. Il cariotipo è 2n=36 FNa=66.

## Biologia

### Comportamento
Si rifugia in gruppi di 2-50 individui, occasionalmente singolarmente, all'interno di grotte e gallerie minerarie, talvolta nelle cavità degli alberi, fessure rocciose o nei tetti di capanne. La presenza tra le fronde di palme secche sembra essere occasionale. Poiché non è in grado di emettere ultrasuoni per l'ecolocazione, di solito rimane nelle zone più luminose o vicino alle entrate, dove può utilizzare la vista per orientarsi. Condivide i ricoveri con il rossetto egiziano, il ferro di cavallo di Maclaud, l'ipposidero cinerino e Hipposideros cyclops. Le femmine gravide o in allattamento formano vivai. Il volo è lento ed altamente manovrato, in grado di muoversi agilmente tra la densa vegetazione.

### Alimentazione
Si nutre di frutta raccolta sotto la volta forestale in particolare di specie native di Ficus, Anthocleista, Chlorophora, Solanum, Adenia, mango e guava. In cattività possono cibarsi anche di carne, principalmente altri pipistrelli come Myonycteris torquata.

### Riproduzione
Danno alla luce un piccolo alla volta probabilmente più volte l'anno. Femmine gravide sono state osservate durante tutti i mesi dell'anno insieme ad altre sessualmente inattive o che allattavano. L'aspettativa di vita è fino a 22 anni e 11 mesi.

## Distribuzione e habitat
Questa specie è diffusa in maniera frammentata nell'Africa subsahariana, dal Senegal all'Etiopia ad est fino al Mozambico a sud.
Vive nelle foreste tropicali montane, foreste umide tropicali di pianura, boschi di Miombo dello Zambesi, savane alberate sudanesi e savane umide fino a 4.000 metri di altitudine.

## Tassonomia
Sono state riconosciute 5 sottospecie:
- L.a. angolensis: Nigeria orientale, Camerun, Repubblica Centrafricana centro-settentrionale, isola di Bioko, Rio Muni; Repubblica del Congo meridionale, Repubblica Democratica del Congo sud-occidentale, Angola occidentale;
- L.a. goliath (Bergmans, 1997): conosciuta soltanto in quattro località lungo il confine tra lo Zimbabwe e il Mozambico;
- L.a. petraea (Bergmans, 1997): montagne dell'Etiopia tra i 1.190 e i 2.600 metri di altitudine;
- L.a. ruwenzorii (Eisentraut, 1965): Sudan del Sud, Kenya, Uganda, Burundi, Ruanda, Repubblica Democratica del Congo nord-orientale e meridionale, Tanzania nord-orientale, Zambia settentrionale, Mozambico centro-orientale;
- L.a. smithi (Thomas, 1908): Senegal meridionale, Guinea-Bissau, Guinea, Sierra Leone, Liberia, Costa d'Avorio, Burkina Faso meridionale, Ghana, Togo, Benin, Nigeria occidentale e centrale.

## Conservazione
La IUCN Red List, considerato il vasto areale, la popolazione numerosa, la presenza in numerose aree protette e l'adattamento a qualsiasi habitat degradato, classifica L. angolensis come specie a rischio minimo (Least Concern)).